# 3 Bad Men
3 Bad Men é um filme de faroeste norte-americano de 1926 dirigido por John Ford. Bob Mastrangelo chamou de "Um dos maiores épicos silenciosas de John Ford".

## Elenco
- George O'Brien como Dan O'Malley
- Olive Borden como Lee Carlton
- Lou Tellegen como Xerife Layne Hunter
- Tom Santschi como "Bull" Stanley
- J. Farrell MacDonald como Mike Costigan
- Frank Campeau como "Spade" Allen
- Priscilla Bonner como Millie Stanley
- Otis Harlan como Editor Zach Little
- Phyllis Haver como Lily
- Georgie Harris como Joe Minsk
- Alec B. Francis como Rev. Calvin Benson (como Alec Francis)
- Jay Hunt como Nat Lucas (velho garimpeiro)